# فرودگاه بین‌المللی لیبرویله
فرودگاه بین‌المللی لیبرویله (به انگلیسی: Libreville International Airport) یک فرودگاه همگانی و نظامی با کد یاتا LBV است که یک باند فرود آسفالت دارد و طول باند آن ۳۰۰۰ متر است. این فرودگاه در شهر لیبرویل کشور گابن قرار دارد و در ارتفاع ۱۲ متری از سطح دریا واقع شده است.

## شرکت‌های هواپیمایی و مقصدهای پروازی

### مسافری

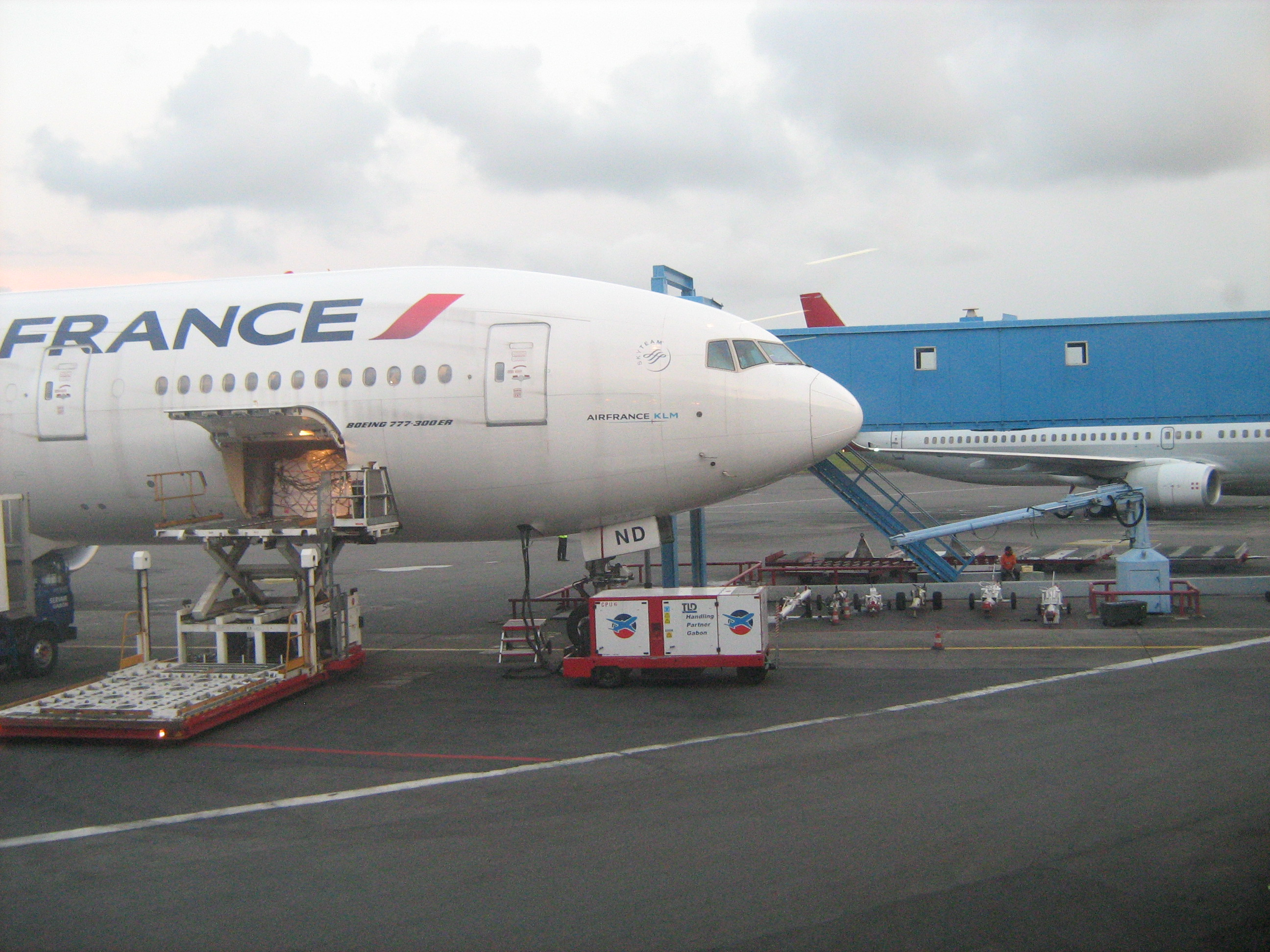
ایر فرانس بوئینگ ۷۷۷ arrived from شارل دوگل پاریس, France.

| شرکت‌های هواپیمایی             | مقصدهای پروازی                                                                         |
| ----------------------------- | -------------------------------------------------------------------------------------- |
| Afric Aviation                | پورت-جنتیل                                                                             |
| آفریکا کانکشن اس‌تی‌پی          | سائوتومه                                                                               |
| Afrijet                       | مونگیو الحاج عمر بنگو اوندیمبا، پورت-جنتیل، سائوتومه                                   |
| ایر ساحل عاج                  | پورت بوئت، مایا-مایا، کژیون پوانت نوار                                                 |
| ایر فرانس                     | شارل دوگل پاریس                                                                        |
| آریک ایر                      | مرتلا محمد, پورت هارکورت                                                               |
| ASKY Airlines                 | دوالا، ان دیلی، لومه-توکین، یائونده                                                    |
| کام‌ایر-کو                     | دوالا                                                                                  |
| CEIBA Intercontinental        | باتا، دوالا، مالابو، پوانت نوار، سائوتومه                                              |
| هواپیمایی اتیوپی              | بوول، مالابو                                                                           |
| Nationale Regionale Transport | مونگیو الحاج عمر بنگو اوندیمبا، کولاموتو، Makokou، Mouila، Oyem، پورت-جنتیل، Tchibanga |
| رواندایر                      | مایا-مایا، کژیون, دوالا, کیگالی، یائونده                                               |
| هواپیمایی پادشاهی مراکش       | محمد پنجم، کواترو دو فرویرو                                                            |
| هواپیمایی آفریقای جنوبی       | دوالا، اولیور تامبو                                                                    |
| ترنس ایر کنگو                 | دوالا، پوانت نوار                                                                      |
| ترکیش ایرلاینز                | آتاترک، ان دیلی                                                                        |

### باری
| شرکت‌های هواپیمایی       | مقصدهای پروازی                                         |
| ----------------------- | ------------------------------------------------------ |
| کارگولوکس               | لوگزامبورگ - فیندل                                     |
| دی‌اچ‌ال اوییشن           | پورت بوئت، مونگیو الحاج عمر بنگو اوندیمبا، پورت-جنتیل, |
| هواپیمایی پادشاهی مراکش | بوول، محمد پنجم                                        |
| Sky Gabon               | دوالا، مالابو، پوانت نوار، پورت-جنتیل                  |